# Yuanyang (boisson)
Pour les articles homonymes, voir Yuanyang.
Le yuanyang (chinois : 鴛鴦 ; pinyin : yuānyāng ; cantonais Yale : Yūnyēung), appelé aussi ying yong ou yuenyeung, est une boisson constituée d'un mélange de café et de thé au lait hongkongais.
Cette boisson, servie chaude ou froide, est populaire à Hong Kong.

## Origine du nom
Le nom yuanyang se réfère au canard mandarin. Dans la culture chinoise, le canard mandarin est un symbole de l'amour conjugal étant donné que les oiseaux apparaissent généralement par paires et que le mâle et la femelle sont très différents comme chez les humains. Cette même connotation de paire et de différence se retrouve dans la boisson.

## Histoire
Le yuanyang est disponible dans plusieurs types de restaurants à Hong Kong. Certains disent que le yuanyang a été initialement servi dans les dai pai de dong (stands de cuisine de rue) et dans les cha chaan teng.
De nombreux Occidentaux disputent à Hong Kong la paternité du breuvage. Pour certains, c'est une invention néerlandaise, alors que d'autres prétendent aussi avoir inventé indépendamment une boisson mélangeant le thé et le café.
Diverses personnes ont combiné le café et le thé, utilisant des noms comme CoffTea ou Thé Express pour désigner le mélange. Le concept du mélange a aussi été proposé sur HalfBakery en 2000 et le chanteur Peter Andre prétend avoir inventé le CoffTea dans une entrevue en 2004. Dans une entrevue parue dans le New York Observer en octobre 2006, Sandra Blund a recommandé de mélanger du café Savarin avec du thé de camomille dans un ratio de 2 à 1, ou du café organique bolivien et du thé White Rose à parts égales. Toutefois, le yuanyang est antérieur à ces réclamations d'au moins cinquante ans.